# Разжалованный (рассказ)
«Из кавка́зских воспомина́ний. Разжа́лованный» — рассказ Льва Толстого, повествующий о встрече с разжалованным офицером во время Кавказской войны. Входит в кавказский цикл писателя. Написан в 1856 году, впервые опубликован в том же году в журнале «Библиотека для чтения».

## История
Замысел рассказа возник в 1853 году во время службы на Кавказе; Толстой вернулся к нему уже в Петербурге, в ноябре 1856 года. В рассказе нашли отражение впечатления Толстого от общения на Кавказе с лицами, разжалованными в рядовые и отбывавшими наказание в кавказской армии. Это были А. И. Европеус и Н. С. Кашкин, участники кружка М. В. Буташевича-Петрашевского, а также Александр Матвеевич Стасюлевич, разжалованный «за неодобрительное поведение» при исполнении должности караульного офицера. В 1901 году, беседуя с А. Б. Гольденвейзером, Толстой говорил о Стасюлевиче: «Я его описал отчасти в рассказе „Встреча в отряде с московским знакомым“. Я нехорошо это сделал, он был так жалок, и не следовало его описывать. Впрочем, это не совсем он. Я соединил с ним еще Кашкина, который судился вместе с Достоевским».
Рассказ впервые опубликован в журнале «Библиотека для чтения» (1856, № 12) под заглавием «Встреча в отряде с московским знакомым. Из кавказских записок князя Нехлюдова». (В качестве рассказчика Нехлюдов выступает также в рассказе «Люцерн» 1857 года.)
Рассказ не имел большого успеха: 3 января 1857 года Боткин писал Тургеневу, что рассказ Толстого в «Библиотеке для чтения» «прошел почти незаметным».

## Сюжет
Действие происходит в 1850-е годы во время Кавказской войны. Рассказ ведётся от лица князя, служащего в артиллерийской батарее.
Вечером после рубки леса офицеры собираются возле своей палатки и играют в городки. Среди них появляется незнакомый рассказчику «небольшой человечек с кривыми ногами, в нагольном тулупе и в папахе с длинною висящей белой шерстью». Оказывается, что это Гуськов, разжалованный в солдаты. Офицеры принимают его в свой круг, однако подтрунивают над ним и относятся к нему немного пренебрежительно. Рассказчик обращается к Гуськову, говоря, что мог где-то его видеть, и тот с радостью вступает в разговор. Он рассказывает о своём прошлом и жалуется на судьбу, найдя в князе единственного человека, проявившего к нему участие.
С князем они несколько лет назад встречались в Москве у Ивашина, за которым сестра Гуськова была замужем. Гуськов был блестящим образованным молодым человеком, одним из виднейших женихов, сын богатого отца. Однако из-за одной «глупой истории» он на два месяца попал под арест и затем был разжалован в рядовые и послан служить на Кавказ. Отец отказался посылать ему деньги. Несколько лет службы оказались для него мучением — офицеры не оказывали ему уважения из-за отсутствия «ореола богатства, знатности», а простые солдаты, по мнению Гуськова, вообще не могли оценить его, будучи существами, «ничем не отличающимися от животного». Гуськов просит у князя 10 рублей взаймы.
В ночи несколько пущенных неприятелем ядер достигают отряда. Гуськов убегает. Князь едет к начальнику артиллерии узнать, надо ли открывать ответный огонь. На обратном пути он незамеченным проезжает мимо палатки, в которой пьяный Гуськов хвастается перед младшими офицерами знакомством с ним и предлагает им прокутить занятые у князя деньги.